# SUPA LOVE
有限会社スーパーラブ（英: SUPALOVE Co., Ltd.）は、日本の音楽プロダクション。

## 概要
松原憲がSony Musicの契約プロデューサー、フリー時代を経て、老舗の作家マネジメントオフィスに所属したのち2000年10月に設立。
作詞家、作編曲家、エンジニアが所属しており、J-POPから劇伴、ゲーム・遊技機BGM、SE等の音楽制作から映像制作までを手掛ける制作会社である。

## 所属クリエイター
- 松原憲
- 平田祥一郎
- 田中直
- 江上浩太郎
- 近藤圭一
- 鈴木裕明
- KOH
- hisakuni
- 成本智美
- 賀佐泰洋
- 宮崎まゆ
- 大橋莉子
- 中村瑛彦
- 池澤聡
- タイラヨオ
- 宮嶋淳子
- invisible manners
- 高橋修平
- 松坂康司
- 金崎真士
- あらケン
- 藤原優樹
- 山崎真吾

他多数所属

## 所属エンジニア
- 渡辺紀明
- KORN / 近修
- 栃木哲也

## 過去に所属していたクリエイター・アーティスト
クリエイター
- 前山田健一
- 藤澤慶昌
- corin.
- バグベア
- 浅野尚志
- 坂詰美紗子
- 板垣祐介
- Tak Miyazawa
- Yu

アーティスト
- 近藤夏子
- dorlis
- Mye
- Joe+9